# لئوپولدو
لئوپولدو (به آلمانی: Leopold-Neustadtl) یک شهرک با جمعیت ۴٬۰۸۳ نفر که در Hlohovec District، اسلواکی واقع شده‌است.